# Torneo Clausura 2022 Liga de Plata
El Torneo Clausura 2022, es la cuadragésima sexta edición bajo la modalidad de torneos cortos y la nonagésima quinta edición de la Liga de Plata desde su fundación en 1950.

## Sistema de competición
El torneo del Liga de Ascenso, está conformado en dos partes:
- Fase regular: Se integra por las 18 jornadas del torneo.
- Fase final: Se integra por los partidos de cuartos de final, semifinal y final.

### Fase regular
En la fase de clasificación se observará el sistema de puntos. La ubicación en la tabla general está sujeta a lo siguiente:
- Por juego ganado se obtendrán tres puntos.
- Por juego empatado se obtendrá un punto.
- Por juego perdido no se otorgan puntos.

En esta fase participan los 20 clubes de la Liga de Ascenso jugando en cada torneo 18 jornadas respectivas, a visita recíproca según el grupo que pertenece.
El orden de los clubes al final de la fase de calificación del torneo corresponderá a la suma de los puntos obtenidos por cada uno de ellos y se presentará en forma descendente. Si al finalizar las 18 jornadas del torneo, dos o más clubes estuviesen empatados en puntos, su posición en la tabla general será determinada atendiendo a los siguientes criterios de desempate:
1. Mayor diferencia positiva general de goles. Este resultado se obtiene mediante la sumatoria de los goles anotados a todos los rivales, en cada campeonato menos los goles recibidos de estos.
2. Mayor cantidad de goles a favor, anotados a todos los rivales dentro de la misma competencia.
3. Mejor puntuación particular que hayan conseguido en las confrontaciones particulares entre ellos mismos.
4. Mayor diferencia positiva particular de goles, la cual se obtiene sumando los goles de los equipos empatados y restándole los goles recibidos.
5. Mayor cantidad de goles a favor que hayan conseguido en las confrontaciones entre ellos mismos.
6. Como última alternativa, el comité de competición realizaría un sorteo para el desempate.

### Fase final
Los ocho clubes calificados para esta fase del torneo serán reubicados de acuerdo con el lugar que ocupen en la tabla general al término de la jornada 18, con el puesto del número uno al club mejor clasificado, y así hasta el número cuatro de cada grupo. Los partidos a esta fase se desarrollarán a visita, en las siguientes etapas:
- Cuartos de final
- Semifinales
- Final

Los clubes vencedores en los partidos de cuartos de final y semifinal serán aquellos que en los dos juegos anoten el mayor número de goles. De existir empate en el número de goles anotados, se observará la posición de los clubes en la tabla general de clasificación.
El club vencedor de la final y por lo tanto campeón, será aquel que en los dos partidos anote el mayor número de goles. Si al término del tiempo reglamentario el partido está empatado, se agregarán dos tiempos extras de 15 minutos cada uno. De persistir el empate en estos periodos, se procederá a lanzar tiros penales hasta que resulte un vencedor.

Los partidos de cuartos de final se jugarán de la siguiente manera:
En las semifinales participarán los cuatro clubes vencedores de cuartos de final, enfrentándose:
Disputarán el título de campeón del Torneo de Clausura, los dos clubes vencedores de la fase semifinal correspondiente, reubicándolos del uno al dos, de acuerdo a su mejor posición en la tabla general de clasificación.

## Equipos participantes

### Equipos por departamento
| Departamento | N.º | Equipos                                                         |
| ------------ | --- | --------------------------------------------------------------- |
| San Salvador | 4   | Ilopango FC, AD Internacional, CD Marte Soyapango, CSD Vendaval |
| San Miguel   | 3   | CD Cacahuatique, CD Dragón, CD Gerardo Barrios                  |
| Santa Ana    | 3   | CD 11 Lobos, AD Santa Rosa Guachipilín, CD Titán                |
| Sonsonate    | 3   | AD Municipal, CD Racing Junior, AD Real Atlético Sonsonate      |
| Usulután     | 3   | CD Aspirante, CD El Vencedor, CD Topiltzín                      |
| La Libertad  | 2   | AD Destroyer, CD San Pablo Municipal                            |
| Morazán      | 2   | Corinto FC, CD Fuerte San Francisco                             |

### Datos de los clubes
| Equipo                     | Entrenador         | Municipio              | Estadio                           | Aforo         |
| -------------------------- | ------------------ | ---------------------- | --------------------------------- | ------------- |
| CD Aspirante               | Por definir        | Jucuapa                | Municipal de Jucuapa              | 5 000         |
| CD Cacahuatique            | David Omar Sevilla | Ciudad Barrios         | Cancha Centro Ecológico El Amaton | -             |
| Corinto FC                 | Por definir        | Corinto                | Por definir                       | -             |
| AD Destroyer               | Jorge Abrego       | La Libertad            | Chinama                           | 1 600         |
| CD Dragón                  | Por definir        | San Miguel             | José Eliseo Reyes                 | -             |
| CD El Vencedor             | Por definir        | Santa Elena            | Germán Rivas                      | 4 000         |
| CD Fuerte San Francisco    | Por definir        | San Francisco Gotera   | Luis Amílcar Moreno               | 4 000         |
| CD Gerardo Barrios         | Por definir        | San Rafael Oriente     | Cancha La Merced                  | -             |
| Ilopango FC                | Por definir        | Ilopango               | Joaquín Gutiérrez                 | 5 000         |
| AD Internacional           | Juan Ramón Sánchez | San Salvador           | Nacional Las Delicias             | 10 6iyihhk000 |
| CD Marte Soyapango         | Edson Flores       | Soyapango              | Cancha Jorgito Meléndez           | 3 000         |
| AD Municipal               | Por definir        | Juayúa                 | Ana Mercedes Campos               | 10 000        |
| CD 11 Lobos                | Carlos Martínez    | Chalchuapa             | 11 Lobos                          | 8 000         |
| CD Racing Junior           | Jaime Medina       | Armenia                | 21 de noviembre                   | 2 329         |
| AD Real Atlético Sonsonate | Ángel Orellana     | Sonsonate              | Ana Mercedes Campos               | 10 000        |
| CD San Pablo Municipal     | Rafael Mariona     | San Pablo Tacachico    | Valle Meza                        | 5 000         |
| AD Santa Rosa Guachipilín  | Pedro Portillo     | Santa Rosa Guachipilín | José Hernández                    | -             |
| CD Titán                   | Edgar Batres       | Texistepeque           | Titán                             | -             |
| CD Topiltzín               | Pedro Portillo     | Jiquilisco             | Topiltzín                         | -             |
| CSD Vendaval               | Luis Landos        | Apopa                  | Joaquín Gutiérrez                 | 5 000         |

## Fase regular

### Grupo centro-occidente
| L  | EQUIPO        | PJ | PG | PE | PP | GF | GC | DIF | PTS |
| -- | ------------- | -- | -- | -- | -- | -- | -- | --- | --- |
| 1  | Destroyer     | 18 | 9  | 6  | 3  | 40 | 31 | +9  | 33  |
| 2  | AD Inter SS   | 18 | 8  | 7  | 3  | 37 | 28 | +9  | 31  |
| 3  | CD San Pablo  | 18 | 9  | 3  | 6  | 33 | 25 | +8  | 30  |
| 4  | CD Racing Jr. | 18 | 8  | 5  | 5  | 28 | 20 | +7  | 29  |
| 5  | CD Titán      | 18 | 7  | 3  | 8  | 30 | 27 | +3  | 24  |
| 6  | ADM Juayua    | 18 | 6  | 6  | 6  | 31 | 29 | +2  | 24  |
| 7  | RA Sonsonate  | 18 | 6  | 6  | 6  | 26 | 29 | -3  | 24  |
| 8  | CSD Vendaval  | 18 | 5  | 5  | 8  | 27 | 32 | -5  | 20  |
| 9  | CD Once Lobos | 18 | 4  | 7  | 7  | 25 | 29 | -4  | 19  |
| 10 | AD Santa Rosa | 18 | 3  | 2  | 13 | 15 | 41 | -26 | 11  |

Del 1 al 4 lugar pasa a Cuartos de final que es una proxima ronda a partidos de ida y vuelta
El lugar 10 desciende 
Clasificados 
REAL DESTROYER
AD INTER SS
CD SAN PABLO
CD RACING JR.
Este es el grupo occcidente

### Grupo centro-oriente
| POS | EQUIPO                  | PJ | PG | PE | PP | GF | GC | DIF | PTS |
| --- | ----------------------- | -- | -- | -- | -- | -- | -- | --- | --- |
| 1   | CD Dragón               | 18 | 12 | 5  | 1  | 35 | 12 | +23 | 41  |
| 2   | CD Cacahuatique         | 18 | 11 | 3  | 4  | 41 | 17 | +24 | 36  |
| 3   | CD Fuerte San Francisco | 18 | 9  | 8  | 1  | 25 | 10 | +15 | 35  |
| 4   | CD Marte Soyapango      | 18 | 9  | 6  | 3  | 30 | 15 | +15 | 33  |
| 5   | CD Aspirante            | 18 | 8  | 3  | 7  | 22 | 19 | +3  | 27  |
| 6   | CD Topiltzin            | 18 | 4  | 7  | 7  | 22 | 26 | -4  | 19  |
| 7   | CD Gerardo Barrios      | 18 | 5  | 4  | 9  | 18 | 38 | -20 | 19  |
| 8   | Ilopango FC             | 18 | 2  | 11 | 5  | 19 | 24 | -5  | 17  |
| 9   | Corinto FC              | 18 | 3  | 3  | 12 | 10 | 26 | -16 | 12  |
| 10  | CD El Vencedor          | 18 | 1  | 2  | 15 | 20 | 55 | -35 | 5   |

Del 1 al 4 puesto pasan a cuartos de final del Grupo centro Oriente
Y el 10 desciende  de la categoría 
CD DRAGÓN
CD CACAHUATIQUE
CD FUERTE SAN FRANCISCO
CD MARTE SOYAPANGO

## Fases a eliminación directa

### CUARTOS DE FINAL

#### GRUPO CENTRO-OCCIDENTE
IDA
CD Racing Jr.  1  - 1   AD Destroyer
CD San Pablo  Municipal  1  -  2  AD Inter SS
VUELTA
AD Destroyer 1 - 2  CD Racing Junior  GLOBAL  2 - 3 C/ AD Destroyer
INTER SS  2 - 1  CD San Pablo Municipal
GLOBAL 4 - 2  C/ INTER SS

#### GRUPO CENTRO-ORIENTE
IDA
CD Marte Soyapango 1 - 1 CD Dragón
CD Fuerte san Francisco 0 - 1 CD Cacahuatique
VUELTA
CD Dragón  1  - 0   CD Marte Soyapango
C/ CD DRAGÓN
CD Cacahuatique 2 - 2  CD Fuerte San Francisco
C/ CD CACAHUATIQUE

## SEMIFINALES
IDA
Cacahuatique 0 - 3 CD DRAGÓN
Racing jr 1 - 1  INTER SS
VUELTA
CD Dragón 3 - 4  Cacahuatique (Global 6 - 4 a favor) de CD Dragón  
INTER SS 2 - 0  Racing jr (Global 3 - 1 a favor) de CD RACING JR.

## FINAL

### CLAUSURA 2022
INTER SS 1 - 2 CD DRAGÓN
el CD Dragón es el campeón del Clausura 2022 al ganarle 1 - 2 al INTER SS POR LO CUAL SE Enfrentará en la finalísima por el ascenso al AD Municipal Juayua campeón del Apertura 2021 

## FINALÍSIMA
Temporada 2021-2022
ADM JUAYUA 2 - 4 CD DRAGÓN
CD DRAGON ASCIENDE A La primera división salvadoreña Apertura 2022
 CD DRAGÓN: 5to. TITULO